# Astronomia

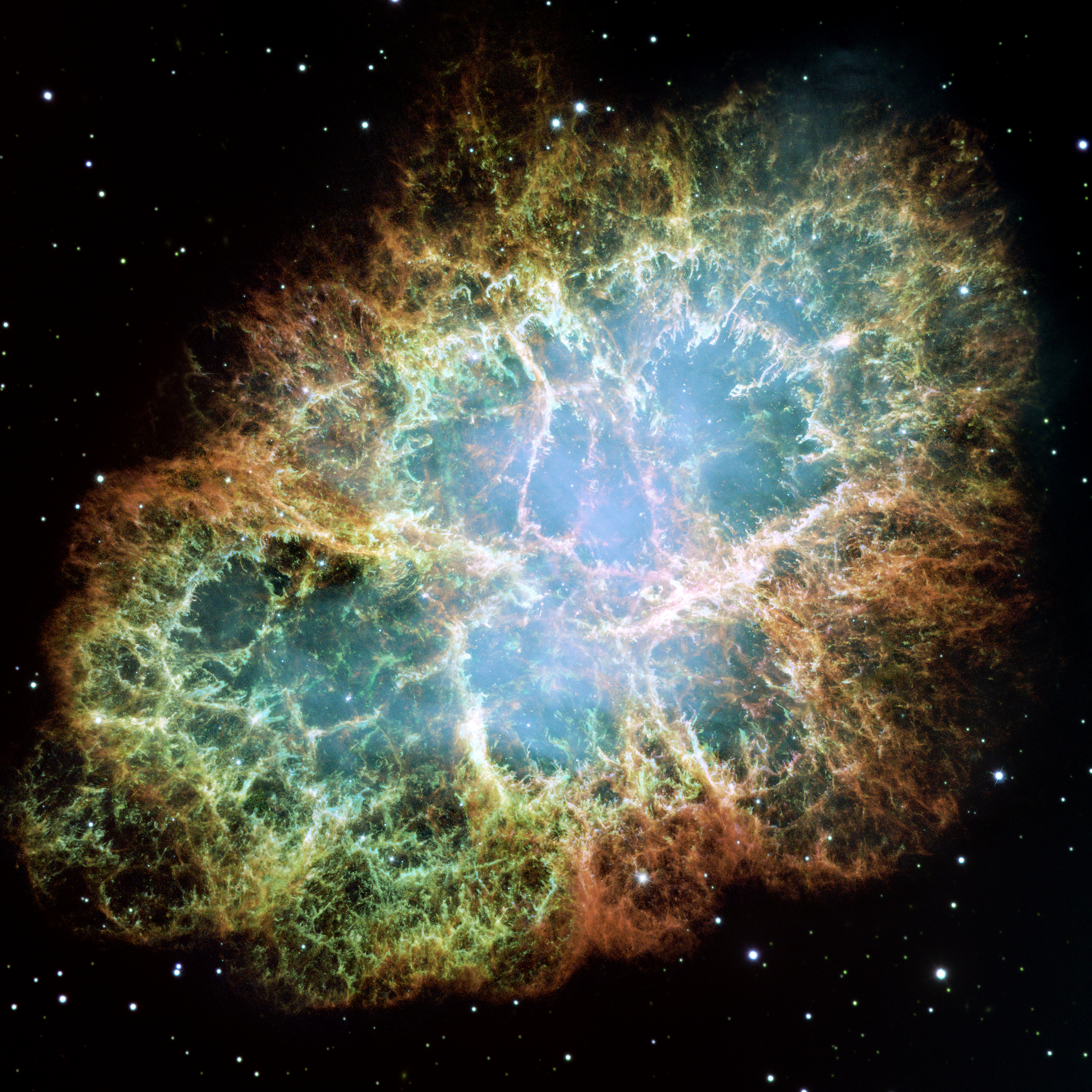
Mgławica Kraba – pozostałość po supernowej. Zdjęcia z kosmicznego teleskopu Hubble’a.

Astronomia (gr. ἀστρονομία astronomía od άστρον ástron + νομός nomos, „prawo rządzące gwiazdami”) – nauka przyrodnicza zajmująca się badaniem ciał niebieskich (np. gwiazd, planet, komet, mgławic, gromad i galaktyk) oraz zjawisk, które zachodzą poza Ziemią, jak również tych, które oddziałują w jej atmosferze, wnętrzu lub na powierzchni, a są pochodzenia pozaplanetarnego (np. neutrina, wtórne promieniowanie kosmiczne). Skoncentrowana jest na fizyce, chemii, meteorologii i ruchu ciał niebieskich, zajmuje się także powstaniem i rozwojem (ewolucją) Wszechświata.
Astronomia jest jedną z najstarszych nauk. Kultury prehistoryczne pozostawiły astronomiczne artefakty, takie jak Stonehenge. Cywilizacje, takie jak Babilończycy, Grecy, Chińczycy, Hindusi i Majowie wykonywali metodyczne obserwacje nocnego nieba. Jednakże dopiero wynalezienie teleskopu sprawiło, że astronomia była w stanie przekształcić się w nowoczesną naukę. Historycznie w astronomię włączano tak różne dyscypliny, jak astrometria, astronawigacja, astronomia obserwacyjna, tworzenie kalendarzy, a nawet astrologia. Obecnie pojęcie profesjonalnej astronomii jest niemal tożsame z pojęciem astrofizyki.
W XX wieku w dziedzinie astronomii nastąpił podział na dwie części obserwacyjną i teoretyczną. Astronomia obserwacyjna koncentruje się na pozyskiwaniu danych z obserwacji ciał niebieskich, które są następnie analizowane przy użyciu podstawowych zasad fizyki. Astronomia teoretyczna jest zorientowana na rozwój przy pomocy komputerów i modeli analitycznych do opisu zjawisk i obiektów astronomicznych. Te dwie dziedziny wzajemnie się uzupełniają, astronomia teoretyczna stara się wyjaśnić wyniki obserwacji, a dane obserwacyjne służą do weryfikacji modeli teoretycznych.
Astronomowie amatorzy przyczynili się do wielu ważnych odkryć astronomicznych, a astronomia jest jedną z niewielu nauk, gdzie amatorzy mogą nadal odgrywać aktywną rolę, zwłaszcza w dziedzinie odkrywania i obserwacji zjawisk przejściowych.
Astronomii nie należy mylić z astrologią, która jest pseudonaukowym systemem przekonań utrzymującym, że sprawy ludzkie są skorelowane z pozycjami ciał niebieskich. Mimo że obie dziedziny mają wspólne pochodzenie i część metod (np. wykorzystywanie efemeryd), są to odrębne pojęcia.

## Nazewnictwo
Etymologia
Astronomia (z greckich słów: ἄστρον ástron ‘gwiazda’ i νόμος nómos ‘prawo’ lub ‘kultura’) to termin, oznaczający dosłownie „prawa gwiazd” lub „kulturę z gwiazd”, w zależności od tłumaczenia.
Astronomia a astrofizyka
Określenia „astronomia” i „astrofizyka” (z gr. φύσις 'przyroda') mogą być używane w odniesieniu do tego tematu wymiennie. Na podstawie ścisłych definicji słownikowych termin astronomia odnosi się do badania ciał niebieskich, ich położenia, właściwości fizycznych i chemicznych, a astrofizyka do działu astronomii związanego z badaniem procesów fizycznych, budową i prawami rządzącymi obiektami astronomicznymi oraz ich dynamiką i oddziaływaniem. Rozróżnienie tych dwóch podejść z powodów historycznych uwidocznione jest, na przykład, w nazwach czasopism. Jeden z wiodących periodyków naukowych w tej dziedzinie to czasopismo europejskie „Astronomy & Astrophysics”, w USA wydawane są osobno czasopisma „Astronomical Journal” i „Astrophysical Journal”. Odkąd większość współczesnych badań astronomicznych mocno związana jest z fizyką te pojęcia stosowane są wymiennie.
Astrofizyka bywa jednak uznawana za dział astronomii; jest to też termin młodszy o stulecia – powstał prawdopodobnie w XIX wieku; najwcześniejsze poświadczone użycie pochodzi z 1865 roku, kiedy użył go Johann Karl Friedrich Zöllner.

## Historia

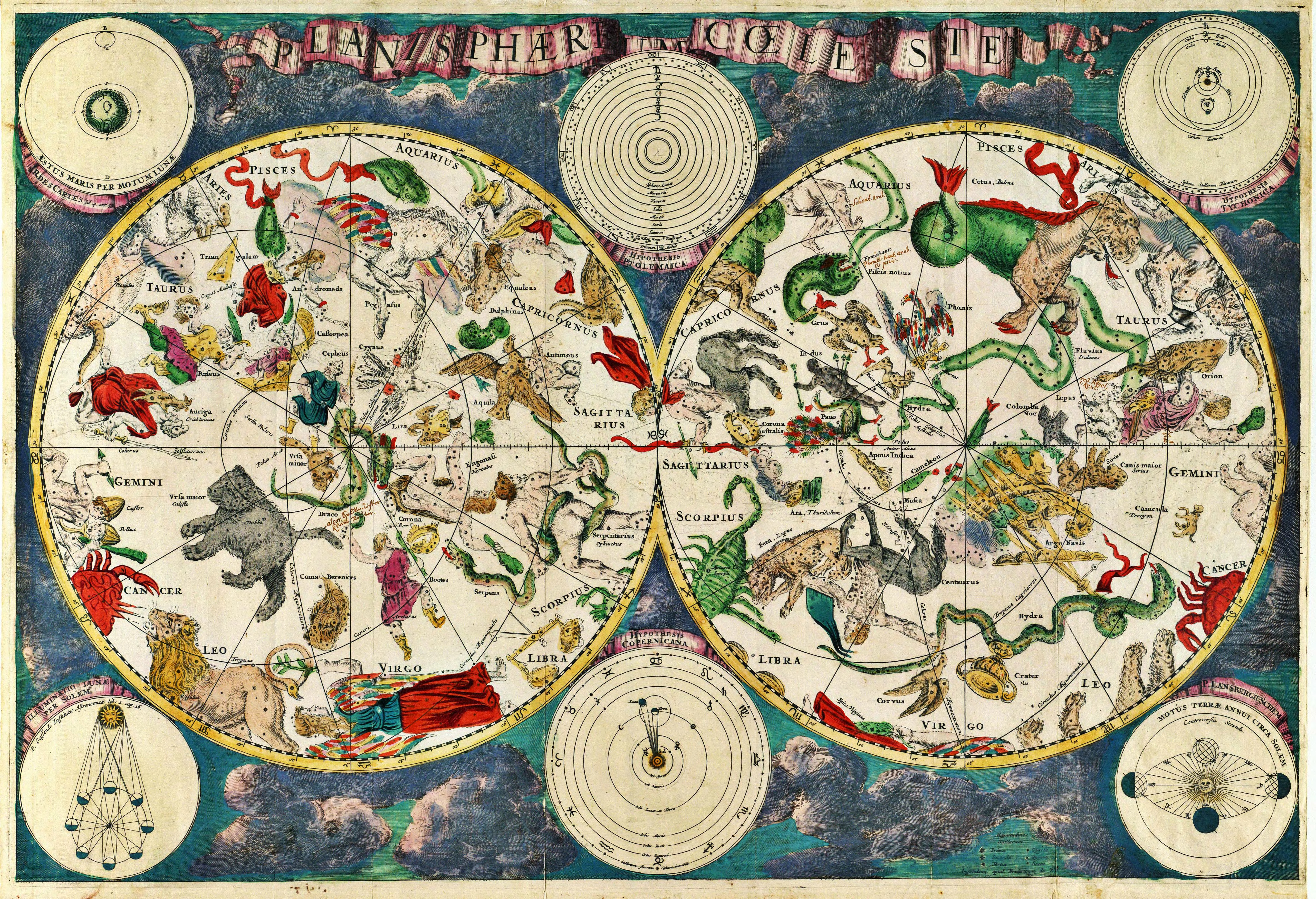
Mapa nieba z XVII wieku, sporządzona przez holenderskiego kartografa Frederika de Wita

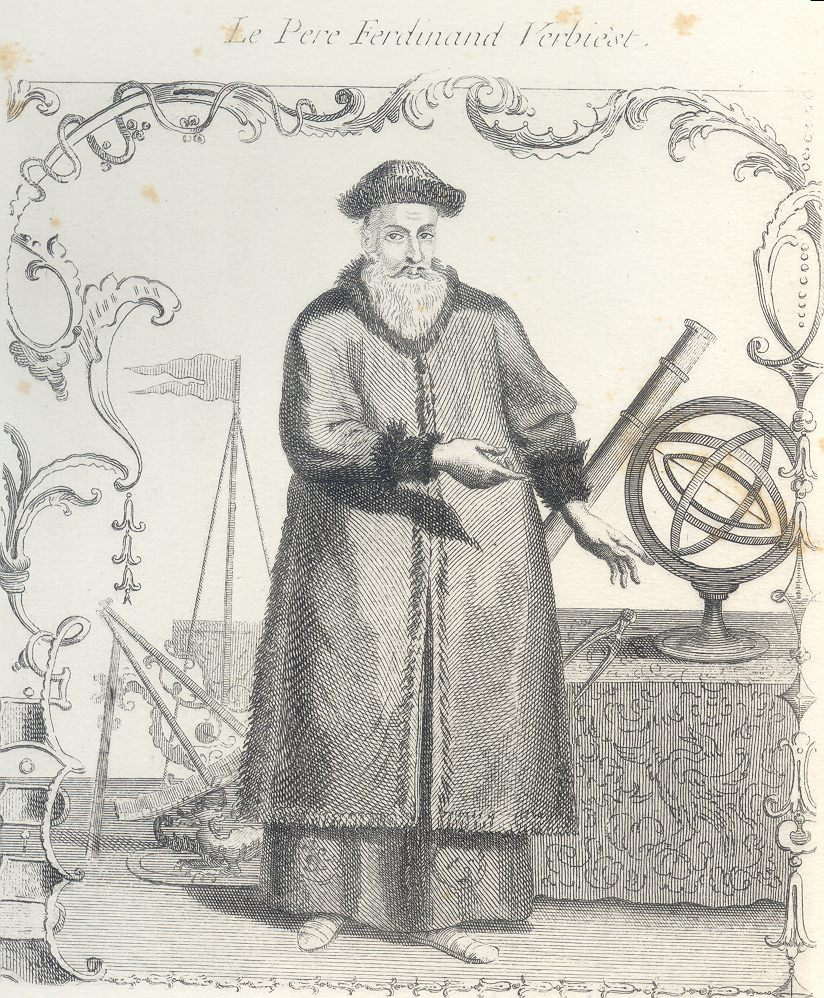
Ferdinand Verbiest, nadworny astronom cesarza Chin

W dawnych czasach astronomia obejmowała jedynie obserwacje i przewidywania zachowań obiektów widocznych gołym okiem. Istnieją przypuszczenia, że już w paleolicie, kiedy powstawały malowidła jaskiniowe, część z nich mogła dotyczyć obiektów astronomicznych, np. Plejad czy prezentacji 29-dniowego cyklu faz Księżyca. W niektórych miejscach, takich jak Stonehenge, wczesne kultury budowały ogromne artefakty, które prawdopodobnie miały astronomiczny cel. Oprócz zastosowań rytualnych były to obserwatoria pomagające m.in. wyznaczyć długość roku, co umożliwiało zwiększenie wydajności upraw.
Przed wynalezieniem narzędzi, takich jak teleskop, badania gwiazd musiały być prowadzone jedynie przy pomocy gołego oka. W rozwiniętych cywilizacjach, zwłaszcza w Mezopotamii, Chinach, Egipcie, Grecji, Indiach i Ameryce Środkowej, budowano pierwsze obserwatoria i badano poglądy na temat natury Wszechświata. Większość wczesnych obserwacji astronomicznych faktycznie służyła sporządzaniu katalogów gwiazd i planet, co obecnie jest przedmiotem zainteresowań astrometrii. Z tych obserwacji wywnioskowano ruch planet i sformułowano pierwsze filozoficzne wnioski. Ziemia była uważana za centrum Wszechświata, a wokół niej krążyć miały: Księżyc, Słońce i planety otoczone sferą gwiazd. Teoria ta znana jest jako geocentryczny model Wszechświata.
Szczególnie ważnym dla wczesnego rozwoju był początek astronomii matematycznej i naukowej (zapoczątkowanych przez Babilończyków), które stały się podstawą dla wielu innych cywilizacji. Babilończycy odkryli również cykliczność zaćmień księżycowych zwaną saros.

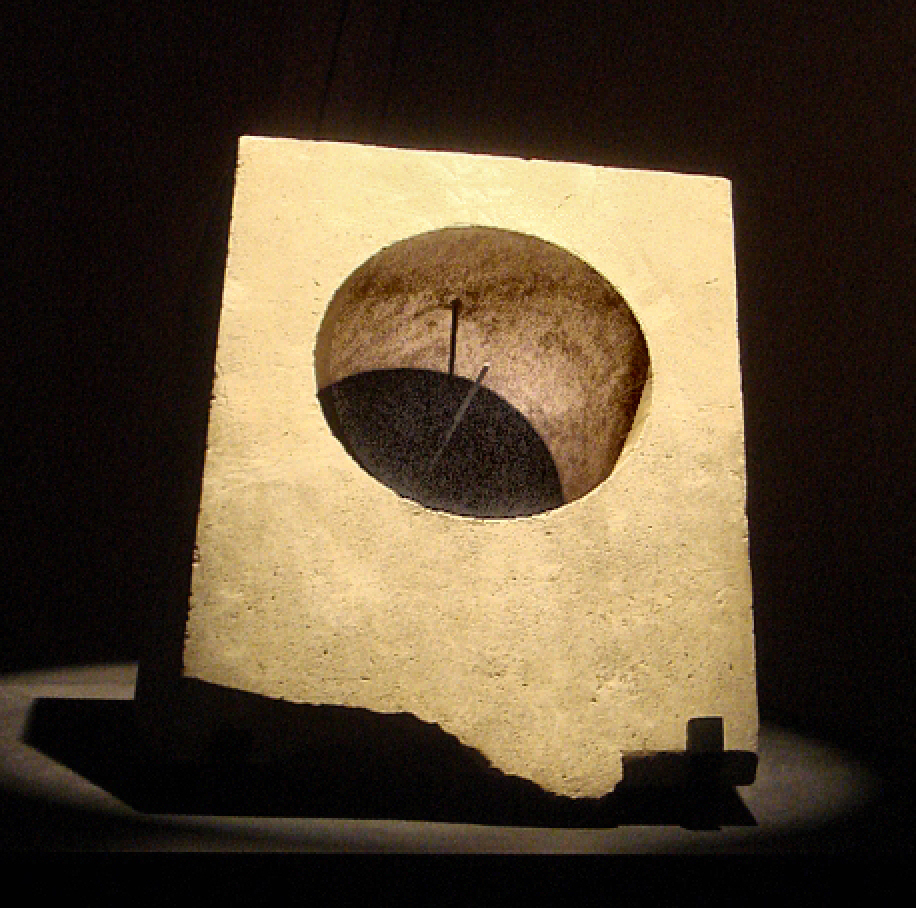
Grecki równikowy zegar słoneczny z III lub II wieku p.n.e.

Po Babilończykach znaczne postępy w astronomii poczyniono w starożytnej Grecji i świecie helleńskim. Grecka astronomia od początku charakteryzowała się dążeniem do racjonalnego fizycznego wyjaśnienia zjawisk niebieskich. W III wieku p.n.e., Arystarch z Samos posługując się metodą geometryczną, wyliczył względne rozmiary i wzajemne odległości Słońca, Ziemi i Księżyca. Był także pierwszym, który zaproponował heliocentryczny model Układu Słonecznego. W II wieku p.n.e. Hipparchos z Nikei odkrył precesję, obliczając wielkość i odległość Księżyca oraz skonstruował pierwsze znane astronomiczne urządzenie – astrolabium. Hipparch stworzył również kompleksowy katalog 1020 gwiazd zawierający ich pozycje i oceny blasku. Większość nazw konstelacji północnej półkuli zaczerpnięto z greckiej astronomii. Mechanizm z Antykithiry (ok. 150–80 p.n.e.) był jednym z pierwszych narzędzi przeznaczonych do obliczania położenia pozycji Słońca, Księżyca i planet na dany dzień. Urządzenia o podobnym stopniu skomplikowania nie pojawiły się aż do XIV wieku, gdy w Europie skonstruowano zegar astronomiczny.
W średniowiecznej Europie rozwój astronomii uległ zastojowi co najmniej do XIII wieku. W tym okresie nastąpił jednak jej rozkwit w świecie islamu i innych częściach świata. Pierwsze obserwatoria astronomiczne na obszarze muzułmańskim powstały na początku IX wieku. W roku 964 została odkryta przez perskiego astronoma Al Sufiego i po raz pierwszy opisana w jego Księdze gwiazd stałych Galaktyka Andromedy. SN 1006 – najjaśniejsza zarejestrowana w historii supernowa została zaobserwowana przez egipsko-arabskiego astronoma Alego ibn Ridwana w roku 1006. Wzmianki o niej znajdują się również w kronikach chińskich z tego okresu. Astronomowie wprowadzili wiele do dziś stosowanych arabskich słów do nazewnictwa gwiazd. Uważa się, że obserwatoria astronomiczne mieściły się również w ruinach Wielkiego Zimbabwe i w Timbuktu. Według Europejczyków w przedkolonialnej Czarnej Afryce nie prowadzono obserwacji astronomicznych, ale nowoczesne odkrycia dowodzą inaczej.
W starożytności nie występowało rozróżnienie pomiędzy astronomią a astrologią. Astrologia była wówczas wyżej ceniona jako nauka, astronomia była jedynie jej nauką pomocniczą. Dopiero usunięcie w XVIII wieku katedr astrologii na uniwersytetach zepchnęło ją do roli gazetowej pseudonauki.

### Rewolucja naukowa

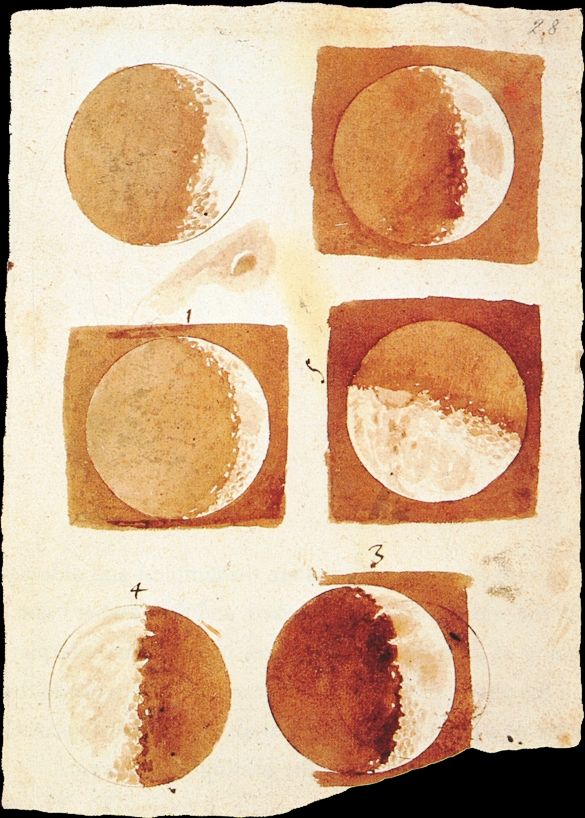
Szkice i obserwacje Galileusza wykazały, że powierzchnia Księżyca jest górzysta.

W okresie renesansu Mikołaj Kopernik zaproponował heliocentryczny model Układu Słonecznego (choć stworzył go już w starożytności Arystarch z Samos). Jego teoria została później obroniona, rozszerzona i poprawiona przez Galileusza i Johannesa Keplera. Ten pierwszy zrewolucjonizował obserwacje: używał teleskopu i systematycznie stosował metodę doświadczalną w badaniu zjawisk przyrody, a swoje obserwacje astronomiczne skrupulatnie szkicował i opisywał. Kepler natomiast jako pierwszy w prawidłowy sposób opisał ruch ciał niebieskich wokół Słońca. Stwierdził, że planety poruszają się po eliptycznych orbitach, a nie kołowych, jak dotąd sądzono. Nie udało mu się jednak sformułować właściwej teorii na podstawie swoich zapisków. Dopiero Isaac Newton przedstawił prawo powszechnego ciążenia oraz prawa ruchu pozwalające ostatecznie wyjaśnić ruchy ciał niebieskich. Skonstruował również teleskop zwierciadlany.
Dalsze odkrycia szły w parze z poprawą jakości i wielkości teleskopów. Bardziej obszerne katalogi gwiazd były sporządzane przez Nicolasa-Louisa de Lacaille. Z kolei William Herschel sporządził szczegółowy katalog mgławic i gromad, a w roku 1781 odkrył Urana, pierwszą nową planetę. W 1838 Bessel po raz pierwszy zmierzył odległość do innej gwiazdy – 61 Cygni, przy pomocy paralaksy.
W XVIII–XIX wieku zwrócenie uwagi przez Eulera, Clairauta i D’Alemberta na problem trzech ciał pozwoliło dokładniej prognozować ruch Księżyca i planet. Ich praca rozwijana później przez Lagrange’a i Laplace’a pozwoliła również szacować masę tych obiektów na podstawie ich perturbacji.
Znaczący postęp w astronomii nastąpił wraz z wprowadzeniem nowych technologii, w tym spektroskopu i fotografii. W latach 1814–1815 Fraunhofer odkrył około 600 linii absorpcyjnych Słońca, nazwanych później na jego cześć. Inne gwiazdy okazały się podobne do Słońca, różniły się rozmiarami, temperaturami i masą.
Istnienie Drogi Mlecznej jako oddzielnej grupy gwiazd stwierdzono w XX wieku wraz z odkryciem innych galaktyk. Wkrótce po tym dowiedziono, że Wszechświat się rozszerza, a większość galaktyk oddala się od Drogi Mlecznej. Odkryto również wiele egzotycznych obiektów, takich jak: kwazary, pulsary, blazary i galaktyki radiowe. Obserwacje tych obiektów wykorzystano do opracowania teorii fizycznych oraz opisów innych zjawisk takich jak czarne dziury czy gwiazdy neutronowe. Dużego postępu w XX wieku dokonała kosmologia fizyczna. Powszechnie przyjęto Teorię Wielkiego Wybuchu silnie wspieraną przez dowody dostarczane przez astronomów i fizyków, takie jak kosmiczne mikrofalowe promieniowanie tła czy prawo Hubble’a.

## W Polsce
Największym osiągnięciem polskiej astronomii była działalność Mikołaja Kopernika (1473-1543), jednak historia astronomii w Polsce sięga czasów przedkopernikańskich. Obecnie znajduje się w Polsce kilka akademickich ośrodków astronomicznych. Najbardziej znanym, obecnie działającym polskim astronomem jest Aleksander Wolszczan.

## Obserwacje astronomiczne

Orientacyjny wykres przepuszczalności atmosfery ziemskiej w różnych zakresach długości fal elektromagnetycznych.

W astronomii głównym źródłem informacji o ciałach niebieskich i innych obiektach są obserwacje promieniowania elektromagnetycznego. Można je skategoryzować według obserwowanego zakresu długości fal. Niektóre widma mogą być obserwowane z powierzchni Ziemi, podczas gdy inne są widoczne jedynie na bardzo dużej wysokości lub z przestrzeni kosmicznej.

### Radioastronomia
Radioastronomia zajmuje się badaniem kosmosu z użyciem fal od poniżej 1 mm do setek metrów. Radioastronomia różni się od większości innych form obserwacji tym, że obserwowane fale radiowe mogą być traktowane jako fale, a nie jako oddzielne fotony. Jest więc stosunkowo łatwo zmierzyć amplitudy i fazy, co nie jest takie proste na mniejszych długościach fal.
Choć część fal radiowych wytwarzana jest przez ciała niebieskie w wyniku emisji cieplnej, większość emisji radiowej obserwowanej z Ziemi jest widoczna w postaci promieniowania synchrotronowego, które jest wytwarzane, gdy elektrony oscylują w polu magnetycznym. Dodatkowo liczne linie spektralne wytwarzane przez środek międzygwiazdowy (w szczególności wodór) są obserwowalne w paśmie radiowym.
Istnieje szeroki wybór obiektów obserwacji w zakresie fal radiowych, w tym: supernowe, gaz międzygwiazdowy, pulsary i galaktyki aktywne.

### Astronomia podczerwona
Astronomia podczerwona zajmuje się rejestrowaniem i analizą promieniowania podczerwonego (długości fal dłuższych niż światło czerwone). Oprócz fal o długości bliskiej długości fal światła widzialnego promieniowanie podczerwone jest silnie pochłaniane przez atmosferę, która także emituje fale w podczerwieni. W związku z tym obserwatoria muszą znajdować się w wysokich suchych miejscach lub całkowicie poza atmosferą – w kosmosie. Widmo w podczerwieni jest przydatne do badania obiektów (takich jak planety, czy dyski protoplanetarne), które są zbyt zimne, aby emitować światło widzialne. Dłuższe fale podczerwieni przenikają przez chmury pyłu, który pochłania światło widzialne, pozwalając na obserwowanie w podczerwieni młode gwiazdy w obłokach molekularnych i jądrach galaktyk. Niektóre cząsteczki silnie promieniują w podczerwieni, co może być wykorzystane w badaniach chemicznych przestrzeni. Badanie promieniowania podczerwonego okazuje się w szczególności przydatne do wykrywania wody w kometach.

### Astronomia optyczna

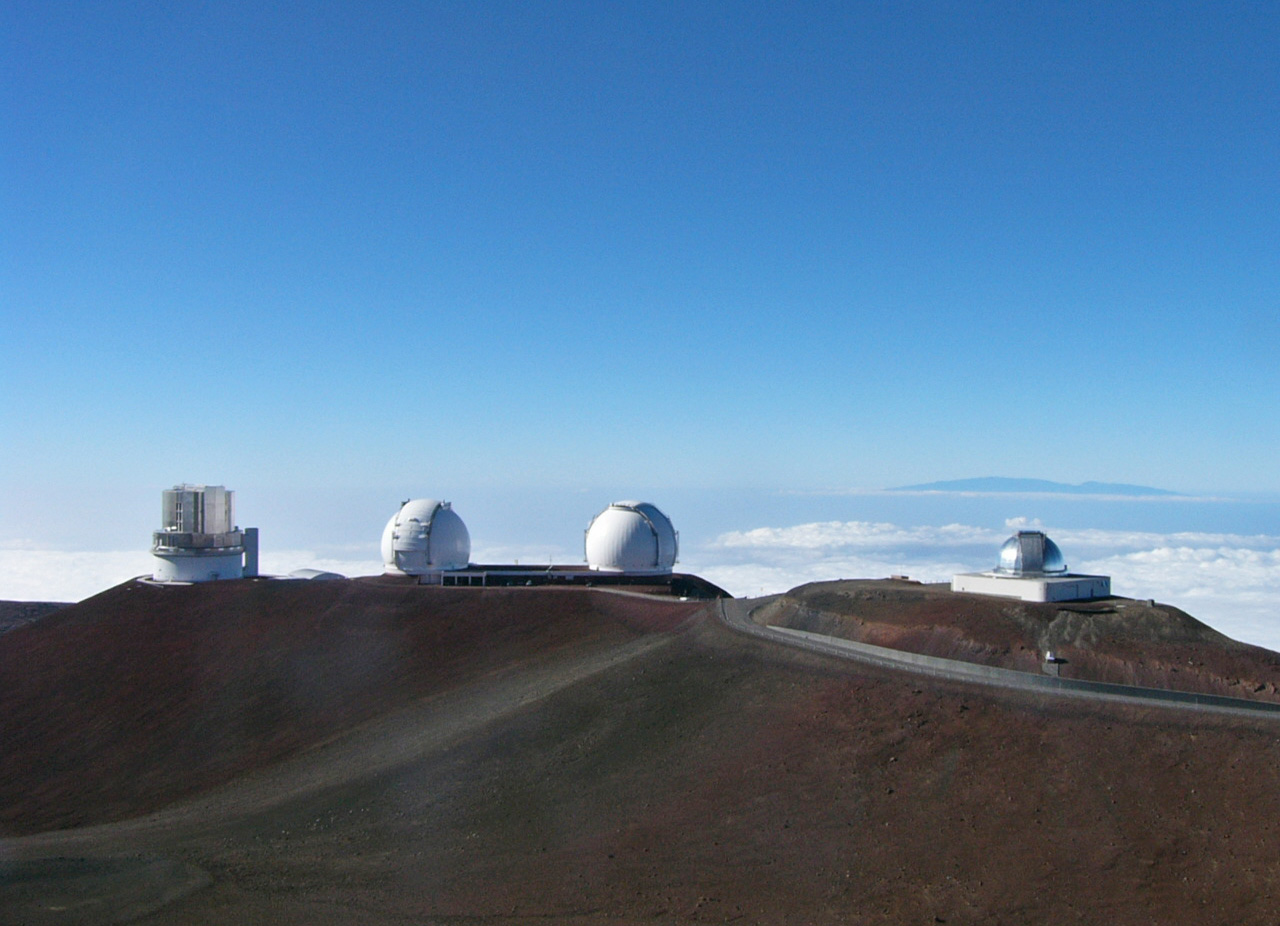
Teleskopy Kecka (dwa w środku) i Subaru (z lewej) na Mauna Kea działają w bliskiej podczerwieni i świetle widzialnym. Z prawej teleskop działający w bliskiej podczerwieni – NASA IRTF.

Astronomia optyczna jest najstarszą formą obserwacji. Obrazy pierwotnie były sporządzane ręcznie. Na przełomie XIX i XX wieku zaczęto wykorzystywać sprzęt fotograficzny. Współczesne obserwacje rejestrowane są przez detektory elektroniczne a zapisywane cyfrowo, np. kamery z czujnikami CCD. Mimo że światło widzialne rozciąga się od około 4000 do 7000 A (400 nm–700 nm), ten sam sprzęt stosuje się także do obserwacji bliskiego ultrafioletu i bliskiej podczerwieni.

### Astronomia ultrafioletowa
Termin ten używany jest w odniesieniu do obserwacji w paśmie ultrafioletu: od 100 do 3200 Å (10–320 nm). Światło na tych długościach fal jest pochłaniane przez atmosferę Ziemi, więc obserwacje muszą być wykonywane z górnych warstw atmosfery lub z kosmosu. Technika ta najczęściej wykorzystywana jest do badania promieniowania cieplnego i linii widmowych z gorących niebieskich gwiazd (gwiazdy OB), które są szczególnie aktywne w tym zakresie. Włączając w to niebieskie gwiazdy w innych galaktykach, które były celami wielu badań promieniowania ultrafioletowego. Innymi obiektami często obserwowanymi w świetle ultrafioletowym są: mgławice planetarne, pozostałości po supernowych oraz galaktyki aktywne. Ponieważ światło ultrafioletowe jest łatwo wchłaniane przez pył międzygwiazdowy, konieczna jest niezbędna korekcja aparatury.

### Astronomia rentgenowska
Astronomia rentgenowska zajmuje się rejestracją promieniowania rentgenowskiego pochodzącego z kosmosu. Zazwyczaj odbierane są sygnały emitowane przez promieniowanie synchrotronowe, cieplne oraz promieniowanie hamowania. Ponieważ promieniowanie rentgenowskie jest pochłaniane przez atmosferę Ziemi, wszystkie obserwacje rentgenowskie muszą być wykonane z dużej wysokości przy użyciu balonów, rakiet lub statków kosmicznych. Znaczącymi źródłami promieniowania są: rentgenowskie układy podwójne, pulsary, pozostałości po supernowych, galaktyki ekliptyczne, gromady galaktyk i galaktyki aktywne.

### Astronomia promieniowania gamma
Astronomia promieniowania gamma zajmuje się badaniem obiektów astronomicznych na najkrótszej długości fal widma elektromagnetycznego. Promieniowanie gamma może być rejestrowane przez satelity, takie jak teleskop kosmiczny Comptona czy specjalne teleskopy naziemne, np. IACT. Teleskop Czerenkowa w rzeczywistości nie wykrywa bezpośrednio promieniowania gamma, tylko błyski światła widzialnego powstające podczas pochłaniania przez ziemską atmosferę tych promieni.
Zdecydowaną większość źródeł promieniowania gamma stanowią rozbłyski gamma, które trwają od kilku milisekund do godziny. Zaledwie 10% źródeł promieniowania gamma pochodzi od stałych obiektów, takich jak: pulsary, gwiazdy neutronowe, czarne dziury i aktywne galaktyki.

### Badania nieopierające się na promieniowaniu elektromagnetycznym
Oprócz promieniowania elektromagnetycznego astrofizycy badają również cząstki w tym i neutrina, docierające z kosmosu, podejmowane są próby obserwacji fal grawitacyjnych.
Obecnie do detekcji promieniowania kosmicznego używa się wszelkiego rodzaju liczników i detektorów promieniowania wtórnego. Jedna wysokoenergetyczna cząsteczka (zwykle proton) może spowodować powstanie w atmosferze wielkiego pęku atmosferycznego. Do powierzchni Ziemi dociera wówczas cała kaskada cząstek rozprzestrzeniona na dużym obszarze. Badając wielkość tego obszaru, rozkład energii i liczbę cząstek można wnioskować o energii cząstki pierwotnej, która wywołała tę kaskadę. Detektory neutrin w przyszłości będą mogły rejestrować pierwotne promieniowanie kosmiczne padające na zewnętrzne warstwy atmosfery. W badaniu cząstek docierających do Ziemi wyodrębniła się astronomia neutrinowa badająca neutrina wytwarzane przez ciała niebieskie. Wykorzystuje się do tego specjalne detektory, takie jak: detektor SAGE, GALLEX czy Super-Kamiokande. Neutrina pozaziemskie pochodzą głównie ze Słońca, ale także z supernowych.
Astronomia fal grawitacyjnych jest nową dziedziną astronomii, której celem jest użycie wykrywaczy fal grawitacyjnych do gromadzenia danych obserwacyjnych o obiektach. Powstało kilka obserwatoriów, takich jak LIGO (Laserowe Obserwatorium Interferometryczne Fal Grawitacyjnych), ale fale grawitacyjne są niezwykle trudne do wykrycia i zostały zaobserwowane po raz pierwszy dopiero we wrześniu 2015 roku.
Astronomowie mogą bezpośrednio obserwować wiele zjawisk poprzez misje kosmiczne. Obserwacje takie odbywają się przez wysyłanie sond, lądowników i innych urządzeń wyposażonych w rozmaite czujniki i rejestratory w różne miejsca Układu Słonecznego. Część z nich wraca na Ziemię z próbkami laboratoryjnymi, inne krążą bezustannie w przestrzeni, pozostają na ciałach niebieskich, wysyłając jedynie sygnały na Ziemię lub ulegają zniszczeniu w trakcie eksperymentu.

### Astrometria i mechanika nieba
Jedną z najstarszych dziedzin astronomii oraz nauki w ogóle jest pomiar położenia ciał niebieskich. Historycznie dokładna znajomość położenia Słońca, Księżyca, planet i gwiazd miała zasadnicze znaczenie w astronawigacji i przy tworzeniu kalendarzy.
Precyzyjny pomiar pozycji planet doprowadził do odkrycia odstępstw orbit planet od przewidywań, rozwój modeli matematycznych opartych na mechanizmie perturbacji grawitacyjnych umożliwił dokładniejsze wyznaczanie pozycji planet i mniejszych ciał niebieskich. Śledzenie obiektów bliskich Ziemi pozwala na przewidywanie zbliżeń i ewentualnych kolizji tych ciał z Ziemią. Dział astronomii zajmujący się określaniem ruchu ciał niebieskich nazwa się mechaniką nieba.
Pomiar paralaksy pobliskich gwiazd umożliwia bezpośrednie określenie odległości do nich, a to stanowi podstawowe odniesienia w kosmicznej drabinie odległości, która służy do pomiaru odległości w skali Wszechświata. Pomiary paralaksy pobliskich gwiazd stanowią absolutną podstawę dla wyznaczania położenia bardziej odległych ciał niebieskich poprzez porównywanie właściwości ciał o znanej odległości ze znajdującymi się dalej. Pomiary prędkości radialnej i ruchów własnych obiektów pozwalają określić ich ruch względem Drogi Mlecznej. Wyniki pomiarów astrometrycznych są również używane do pomiaru rozkładu ciemnej materii w Galaktyce.
Przez prawie 50 lat astronomowie usiłowali odnaleźć planety pozasłoneczne za pomocą astrometrii, czyli precyzyjnych pomiarów ruchu gwiazd po sferze niebieskiej, zaburzanego przez krążące planety. Metodą tą wskazano wiele gwiazd, które miały posiadać towarzyszy, lecz istnienia żadnego nie udało się potwierdzić. Dopiero w styczniu 1992 roku polski astronom Aleksander Wolszczan opublikował informacje o odkryciu pierwszych planet pozasłonecznych – dzięki obserwacji zaburzeń emisji radiowej pulsara PSR 1257+12.

## Astronomia teoretyczna

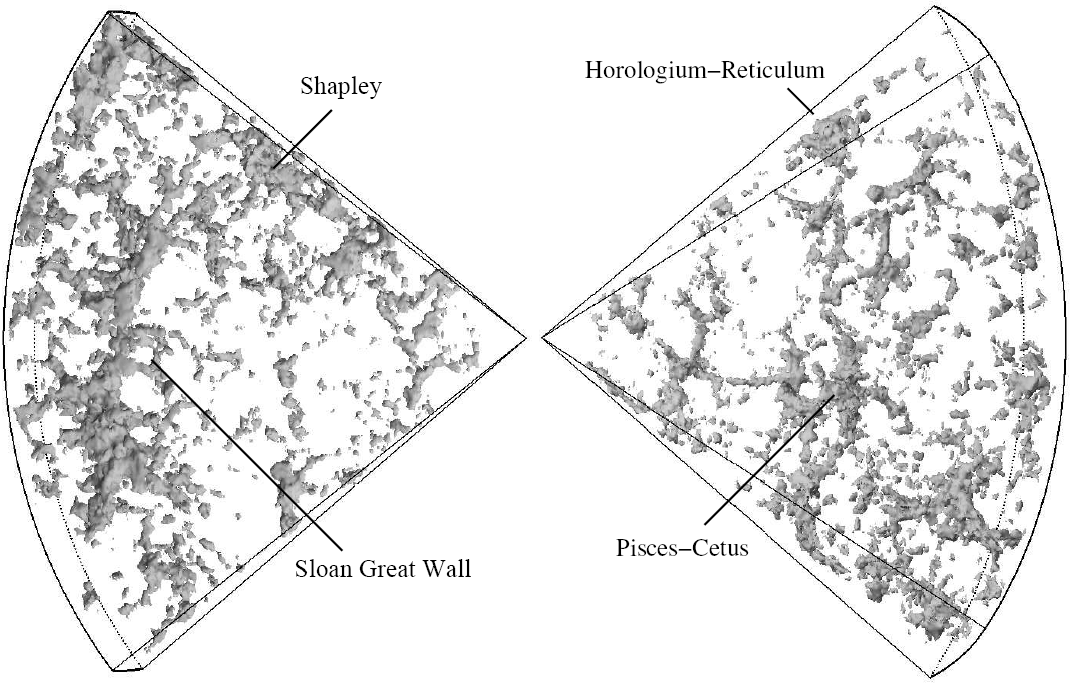
Wizualizacja wielkoskalowej struktury Wszechświata – widoczna jest Wielka Ściana Sloan o długości 1,37 miliarda lat świetlnych.

Astronomia teoretyczna wykorzystuje różnorodne narzędzia, które obejmują modele analityczne (np. modele politropowe do opisu struktury gwiazdy) i obliczeniowe symulacje numeryczne. Każdy z nich ma pewne zalety. Modele analityczne procesu są lepsze do uzyskiwania wglądu w naturę zjawiska. Modele numeryczne są niezbędne do bardziej precyzyjnego opisu zjawisk złożonych i odtwarzają zjawiska i efekty, których w modelach analitycznych nie widać.
Astronomowie teoretycy tworzą i rozwijają modele teoretyczne, które wyjaśniają obserwowane zjawiska oraz przewidują istnienie nowych. To pomaga obserwatorom szukać danych, które mogą obalić model lub pomóc w wyborze pomiędzy kilkoma modelami równorzędnymi lub sprzecznymi. Teoretycy modyfikują swoje modele w miarę napływania nowych obserwacji. W przypadku niezgodności modelu i obserwacji często wystarczy niewielka modyfikacja parametrów modelu lub założeń, aby model dopasować do danych. Poważne sprzeczności modelu i obserwacji z czasem prowadzą do zarzucenia koncepcji związanej z danym modelem i poszukiwania całkowicie nowych rozwiązań.
Zagadnienia badane przez astronomów teoretyków to między innymi: mechanika nieba, ewolucja gwiazd, powstawanie galaktyk, pochodzenie promieniowania kosmicznego, oraz kosmologia fizyczna, zagadnienia związane z teorią strun, a także astrofizyka cząstek, czy cykl CNO, który jest źródłem energii dla masywnych gwiazd. Narzędziem do badania wielu aspektów, takich jak wielkoskalowa struktura Wszechświata, procesy w pobliżu czarnych dziur czy emisji fal grawitacyjnych jest ogólna teoria względności.
Przykładem szeroko akceptowanego i ogólnie przyjętego modelu jest model Lambda-CDM, którego składnikami są: teoria Wielkiego Wybuchu, teoria inflacji kosmicznej, ciemna materia, ciemna energia oraz fundamentalne teorie fizyki.
Kilka przykładów tego procesu:
| Zjawisko fizyczne      | Narzędzie badawcze                | Model teoretyczny         | Tłumaczy/przewiduje                                      |
| Grawitacja             | Radioteleskop                     | Układ samograwitujący     | Powstawanie gwiazdy wielokrotnej                         |
| Reakcja termojądrowa   | Spektroskopia                     | Ewolucja gwiazd           | Zjawisko świecenia gwiazd oraz proces powstawania metali |
| Wielki Wybuch          | Kosmiczny Teleskop Hubble’a, COBE | Ekspandujący Wszechświat  | Wiek Wszechświata                                        |
| Fluktuacje kwantowe    | Sonda Planck                      | Inflacja kosmologiczna    | Problem płaskości                                        |
| Zapadanie grawitacyjne | Astronomia rentgenowska           | Ogólna teoria względności | Czarną dziurę w centrum galaktyki Andromedy              |

Ciemna materia i ciemna energia są obecnie głównymi zagadnieniami w astronomii, jako że ich odkrycie wynikło z badania własności obiektów astronomicznych.

## Szczególne poddziedziny

### Astronomia słoneczna

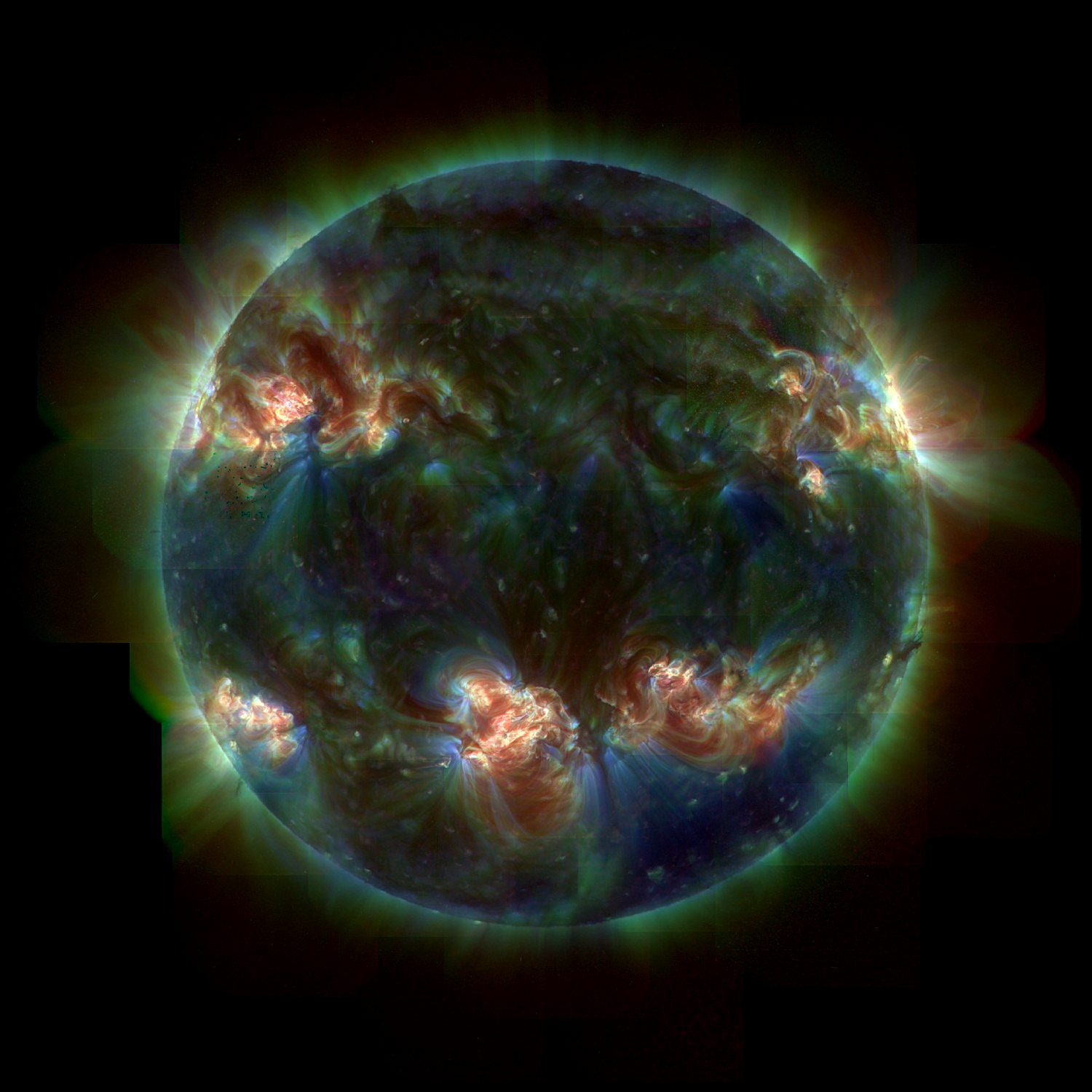
Obraz aktywnej fotosfery Słońca w zakresie nadfioletu otrzymany przez teleskop kosmiczny TRACE. NASA

Najczęściej badaną gwiazdą jest Słońce, znajdujące się w odległości około ośmiu minut świetlnych od Ziemi. Słońce istnieje od około 4,6 miliarda lat, jest typową gwiazdą ciągu głównego – karłem klasy G2 V. Słońce nie jest uważane za gwiazdę zmienną. Podlega cyklicznym zmianom poziomu aktywności znanym jako cykl słoneczny. W około jedenastoletnim cyklu zachodzą zmiany w liczbie plam słonecznych, promieniowaniu radiowym, koronalnych wyrzutach masy, natężeniu wiatru słonecznego. Plamy słoneczne to obszary o temperaturze niższej niż średnia temperatura fotosfery Słońca, w plamach ma miejsce intensywna aktywność magnetyczna.
Cykl słoneczny nie jest całkowicie regularny i okresowo aktywność Słońca znacząco maleje, co może mieć wpływ na klimat Ziemi. Na przykład minimum Maundera mogło spowodować w średniowieczu zjawisko znane jako Mała Epoka Lodowcowa.
Poza cyklicznymi zmianami Słońce ulega także powolnej stopniowej przemianie zwanej ewolucją, zwiększa jasność, obecnie jest jaśniejsze o 40% niż wtedy, gdy dopiero co osiągnęło ciąg główny.
Widoczna zewnętrzna powierzchnia Słońca nazywana jest fotosferą. Nad fotosferą znajduje się cienka warstwa znana jako chromosfera. Powyżej jest obszar przejściowy, w którym temperatura rośnie bardzo szybko wraz z wysokością, a dalej rozciąga się korona.
W centrum Słońca znajduje się jądro, w którym temperatura i ciśnienie są na tyle wysokie, że zachodzą tam reakcje termojądrowe. Jądro otoczone jest warstwą promienistą, w której energia z wnętrza transportowana jest na zewnątrz za pośrednictwem promieniowania, oddziałującego z plazmą. Obszar zewnętrzny to obszar konwektywny, w którym energia transportowana jest przede wszystkim w wyniku ruchu materii. Uważa się, że warstwa konwektywna odpowiedzialna jest za aktywność magnetyczną Słońca, prowadzącą m.in. do powstawania plam.
Strumień cząstek w postaci wiatru słonecznego wypływa ze Słońca i tworzy heliosferę, którą kończy heliopauza. Wiatr słoneczny oddziałuje z magnetosferą Ziemi, prowadząc do powstania pasów radiacyjnych Van Allena oraz do zjawiska zorzy polarnej w okolicach, gdzie linie pola magnetycznego Ziemi wchodzą w ziemską atmosferę.

### Astronomia planetarna

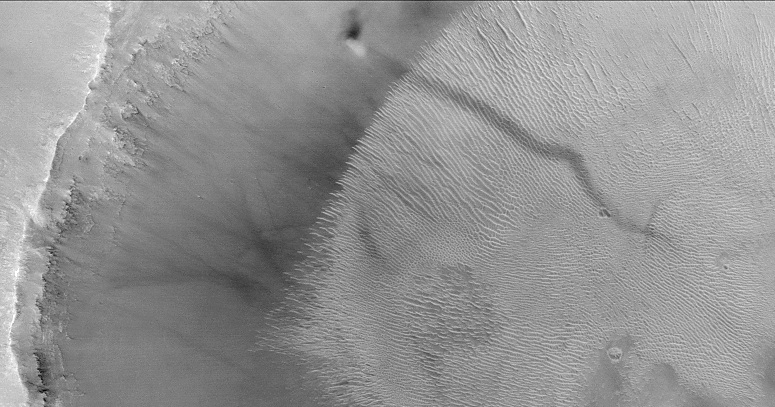
Czarna plamka na górze to wir pyłowy (wir piaskowy) wspinający się po ścianie krateru na Marsie. Ta poruszająca się i mieszająca kolumna w marsjańskiej atmosferze (podobna do ziemskiego tornado) tworzy długą ciemną smugę. Fotografia NASA

Dział astronomii planetarnej bada planety, księżyce, planety karłowate, komety, planetoidy i inne ciała krążące wokół Słońca, a także planety pozasłoneczne. Nasz Układ Słoneczny został już w miarę dobrze zbadany, najpierw przy użyciu teleskopów, a następnie poprzez sondy kosmiczne. Badania te pozwoliły nam zrozumieć powstawanie i ewolucję naszego Układu Słonecznego, jakkolwiek wciąż dokonywanych jest wiele nowych odkryć.
Układ Słoneczny jest podzielony na planety wewnętrzne, główny pas planetoid i planety zewnętrzne. Planety wewnętrzne to Merkury, Wenus, Ziemia i Mars. Zewnętrzne planety–olbrzymy to Jowisz, Saturn, Uran i Neptun. Za orbitą Neptuna rozciąga się pas Kuipera, a za nim hipotetyczny obłok Oorta, który może sięgać na odległość ok. 1 roku świetlnego.
Planety powstały w dysku protoplanetarnym, który otaczał młode Słońce. Dzięki przyciąganiu grawitacyjnemu, procesom akrecji i kolizjom w dysku powstawały zlepki materii, z których następnie formowały się protoplanety. Ciśnienie wiatru słonecznego czyściło następnie przestrzeń międzyplanetarną z resztek materii i tylko planety o wystarczająco dużych masach zachowały gazowe atmosfery. Planety również czyściły nowo powstały Układ Słoneczny z resztek materii, która albo była wyrzucana poza układ, albo spadała na młode planety w okresie tzw. wielkiego bombardowania. Dowodem na to jest np. silnie pokraterowana powierzchnia Księżyca. W tym okresie niektóre protoplanety mogły się zderzyć, prawdopodobnie w ten sposób powstał układ Ziemia-Księżyc.
Kiedy planeta osiągnęła wystarczającą masę, następował okres grzania i różnicowania wewnętrznego. Ciężkie materiały spływały do wnętrza planety, tworząc w planetach typu ziemskiego metaliczne jądro, płaszcz i skorupę, w przypadku planet jowiszowych – krzemianowe jądro otoczone warstwami metalicznego i ciekłego wodoru. Jądra planet mogą zawierać część płynną, dzięki której powstaje pole magnetyczne chroniące atmosferę planety przed niszczącym działaniem wiatru słonecznego.
Ciepło wewnętrzne planet lub księżyców pochodzi z rozpadu izotopów promieniotwórczych (np. uranu, toru, izotopu glinu 26Al), z ciepła wyzwolonego przez zderzenia, dzięki którym utworzyło się dane ciało oraz z działania sił pływowych. Niektóre planety i księżyce zgromadziły wystarczającą ilość ciepła, aby mogły istnieć takie procesy geologiczne jak wulkanizm czy ruchy tektoniczne. Powierzchnie planet, które utworzyły lub zachowały atmosferę, mogą ulegać procesowi niszczenia przez wiatr czy wodę. Ciała mniejsze, które nie podlegały grzaniu pływowemu, ostygły szybciej, a ich aktywność geologiczna jest ograniczona tylko do ewolucji zderzeniowej.

### Astronomia gwiazdowa

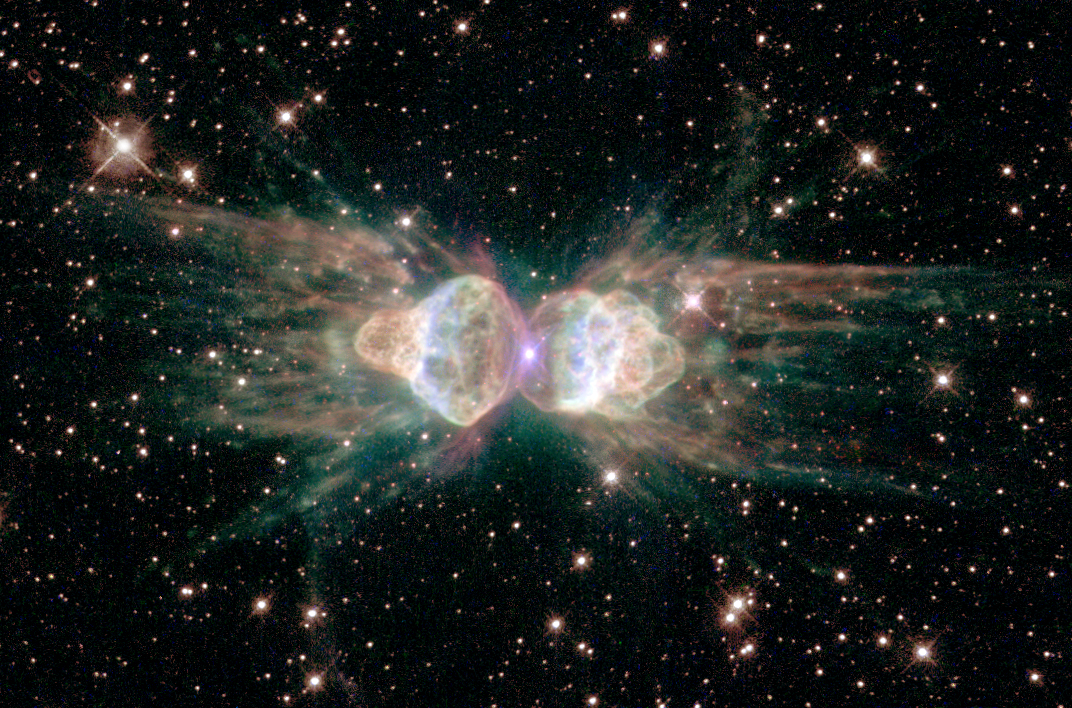
Mgławica planetarna Mrówka. Gaz odrzucany przez umierającą gwiazdę centralną tworzy symetryczne wzory niespotykane w typowych chaotycznych eksplozjach.

Badanie gwiazd i opisywanie ich zmian jako ewolucji gwiazd jest podstawą do zrozumienia Wszechświata. Zagadnienia te poznaje się poprzez obserwacje oraz symulacje komputerowe wnętrza gwiazd.
Powstawanie gwiazd zachodzi w gęstych obszarach gazu i pyłu, znanych jako obłoki molekularne. Pod wpływem zaburzeń takich, jak oddziaływanie lub zderzenie obłoków, silne promieniowanie pochodzące od pobliskich eksplozji kosmicznych, w obłoku pojawiają się obszary o zwiększonej gęstości, które zapadają się pod wpływem własnej grawitacji i powstaje protogwiazda. W centrum obszaru o odpowiednio dużej masie temperatura rośnie do takiej, aż zaczynają zachodzić reakcje termojądrowe i powstaje gwiazda. Własności tak powstałej gwiazdy zależą przede wszystkim od jej masy początkowej. Im większa masa, tym szybciej zachodzą reakcje termojądrowe i tym szybciej wyczerpuje się zapas wodoru w jądrze gwiazdy. W miarę upływu czasu wodór zostaje całkowicie zamieniony w hel i gwiazda przyspiesza ewolucję. „Spalanie” helu wymaga wyższej temperatury, zatem gwiazda zarówno zwiększa rozmiary, jak i gęstość w jądrze. Tak powstały czerwony olbrzym żyje krótko, zapasy helu szybko wyczerpują się. Bardzo masywne gwiazdy przechodzą przez szereg kolejnych coraz krótszych etapów, wytwarzając coraz cięższe pierwiastki .
Ostateczny los gwiazdy zależy od jej masy, gwiazda o masie większej niż osiem mas Słońca wybucha jako supernowa, podczas gdy gwiazdy o mniejszej masie tworzą mgławicę planetarną, a następnie kończą ewolucję jako białe karły. Pozostałością po wybuchu supernowej jest gęsta gwiazda neutronowa lub, jeśli masa gęstego jądra przekroczy ponad trzykrotnie masę Słońca, powstanie czarna dziura. Ciasne układy podwójne gwiazd mają bardziej złożone ścieżki ewolucyjne, przekaz masy od towarzysza do białego karła może spowodować wybuch supernowej. Mgławice planetarne i supernowe są niezbędne do wzbogacania ośrodka międzygwiazdowego w pierwiastki ciężkie; bez nich wszystkie nowe gwiazdy zbudowane byłyby tylko z wodoru i helu.
Prawie wszystkie pierwiastki cięższe niż wodór i hel powstały w wyniku reakcji termojądrowych we wnętrzach gwiazd.

### Astronomia galaktyczna

Obserwowana struktura ramion spiralnych Drogi Mlecznej

Układ Słoneczny znajduje się na peryferiach galaktyki spiralnej z poprzeczką, znanej jako Droga Mleczna, która jest częścią Lokalnej Grupy galaktyk. Droga Mleczna jest obracającą się masą gazu, pyłu, gwiazd i innych obiektów, utrzymywanych przez wzajemne przyciąganie grawitacyjne. Ponieważ Ziemia znajduje się w pyłowym ramieniu spiralnym (w jego zewnętrznej części), pył ten przesłania widok i znaczna część Drogi Mlecznej nie jest widoczna w zakresie optycznym.
W centrum Drogi Mlecznej jest jej jądro otoczone przez zgrubienie centralne z niewyraźną poprzeczką, a w środku tej struktury znajduje się supermasywna czarna dziura. Dalej rozciąga się dysk galaktyczny, w którym można wyodrębnić cztery ramiona spiralne. Jest to obszar intensywnego powstawania gwiazd, który zawiera wiele gwiazd młodych, należących do I populacji gwiazdowej. Dysk otoczony jest kulistym halo starych gwiazd II populacji, jak również stosunkowo gęstymi gromadami gwiazd określanymi jako gromady kuliste.
Przestrzeń pomiędzy gwiazdami wypełnia ośrodek międzygwiazdowy o niewielkiej gęstości materii. Obszary najgęstsze to obłoki molekularne, zawierające wodór cząsteczkowy, inne pierwiastki oraz związki chemiczne, w nich formują się obszary powstawania gwiazd. Najpierw pojawia się ciemna mgławica, która następnie zagęszcza się, zapadając grawitacyjnie (rozmiar obszaru określa długość Jeansa), tworząc zwarte protogwiazdy.
Gdy pojawi się więcej masywnych gwiazd, przekształcają one obłok macierzysty w obszar H II, obłok zjonizowanej i świecącej plazmy. Wiatr gwiazdowy i wybuchy tych gwiazd jako supernowych powodują stopniowe rozproszenie obłoku, pozostawiając jedną lub kilka otwartych gromad gwiazd. Gromady te też ulegają stopniowo rozproszeniu, a gwiazdy dołączają do ogólnej populacji gwiazd Mlecznej Drogi.
Badania ruchu materii w Drodze Mlecznej i innych galaktykach pokazały, że materii jest więcej, niż by to wynikało z ilości materii świecącej. Całkowitą masę galaktyki dominuje halo ciemnej materii, a jej natura pozostaje nieznana.

### Astronomia pozagalaktyczna

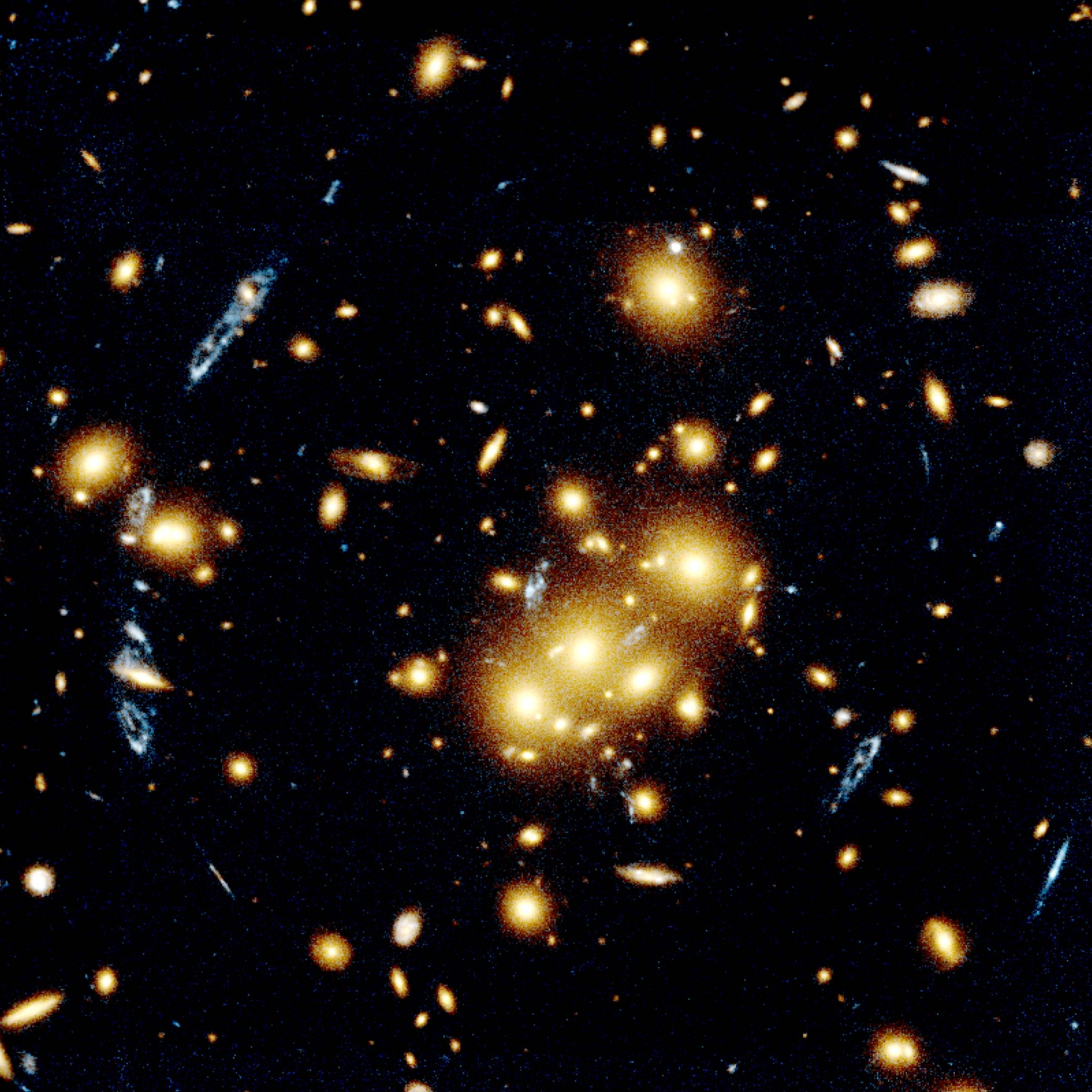
Obraz pokazuje szereg niebieskawych, łukowato wygiętych obiektów, które są wielokrotnymi obrazami tej samej galaktyki, które powstały w wyniku soczewkowania grawitacyjnego światła odleglejszych galaktyk przez gromadę żółtych galaktyk znajdujących się pośrodku obrazu. Zjawisko soczewki wywołane jest przez pole grawitacyjne gromady, które zakrzywia tor promieni świetlnych, potęgując jasność i powodując odkształcenie obrazu odległych galaktyk.

Badanie obiektów znajdujących się poza naszą galaktyką to przede wszystkim badania powstawania i ewolucji galaktyk i ich morfologii, w tym badania aktywnych jąder galaktyk, a także badania rozkładu przestrzennego galaktyk, czyli grup i gromad galaktyk. Ten ostatni aspekt jest ważny dla zrozumienia wielkoskalowej struktury Wszechświata.
Poszczególne galaktyki cechuje na ogół dobrze określony kształt, co pozwoliło na rozwinięcie systemu ich klasyfikacji. Galaktyki dzieli się na ogół na galaktyki spiralne, galaktyki eliptyczne i galaktyki nieregularne.
Galaktyki eliptyczne mają kształt elipsoidalny. Gwiazdy w galaktyce poruszają się po orbitach rozłożonych dość przypadkowo bez wyraźnie wyróżnionego kierunku. Galaktyki te zawierają niewielkie ilości pyłu międzygwiazdowego, nieliczne obszary powstawania gwiazd, a gwiazdy są stare. Galaktyki eliptyczne występują najczęściej w jądrach gromad galaktyk i powstały prawdopodobnie w wyniku połączenia się kilku dużych galaktyk.
Galaktyka spiralna jest zbudowana ze spłaszczonego wirującego dysku, przechodzącego w centrum galaktyki w wyraźne zgrubienie centralne i ewentualnie poprzeczkę, a w dysku można wyróżnić rozwijające się na zewnątrz ramiona spiralne. Ramiona te to obszary zawierające znaczne ilości gazu i pyłu, w których powstają młode masywne i gorące gwiazdy, barwiące ramiona na niebiesko. Galaktyki spiralne są na ogół otoczone przez halo składające się ze starszych gwiazd. Zarówno Droga Mleczna, jak i galaktyka Andromedy zaliczane są do galaktyk spiralnych.
Galaktyki nieregularne nie mają regularnych kształtów i nie są ani eliptyczne, ani spiralne. Około 1/4 wszystkich galaktyk należy do tej klasy, a nieregularny kształt może być wynikiem oddziaływania grawitacyjnego z innymi galaktykami.
Galaktyka aktywna to taka galaktyka, w której znaczna część jasności pochodzi z innych źródeł niż świecenie gwiazd i typowej materii międzygwiazdowej. Świecenie to pochodzi ze zwartego obszaru w jądrze, a źródłem energii tego procesu jest opadanie materii na supermasywną czarną dziurę.
Radiogalaktyka to galaktyka aktywna intensywnie świecąca w zakresie radiowym, wyrzucająca strumień gazu z jądra i produkująca olbrzymie obłoki aktywne radiowo. Inne galaktyki aktywne świecą nie tak jasno w zakresie radiowym, ale wszystkie, także galaktyki Seyferta, kwazary i blazary świecą w zakresie wysokich energii. Kwazary są najjaśniejszymi stale świecącymi źródłami promieniowania we Wszechświecie.
Grupy i gromady galaktyk to elementy wielkoskalowej struktury Wszechświata. Struktura ta ma charakter hierarchiczny, a największe struktury to supergromady galaktyk. Struktura ta powstaje, ponieważ początkowe niejednorodności we Wszechświecie narastają skutkiem działania grawitacji, powodując grupowanie się materii w formie włókien, ścian i rozdzielających je pustek.

### Kosmologia
Kosmologię (z greckiego κόσμος kósmos ‘świat’, ‘kosmos’ i λόγος lógos ‘słowo’, ‘nauka’, ‘badania’) można uznać za badanie Wszechświata jako całości. Obserwacje wielkoskalowej struktury Wszechświata przyniosły głębokie zrozumienie powstawania i ewolucji Wszechświata. Podstawą współczesnej kosmologii jest ogólnie przyjęta teoria Wielkiego Wybuchu, w którym nasz Wszechświat powstał w jednej chwili 13,7 miliarda lat temu i od tego momentu rozszerza się. Koncepcja Wielkiego Wybuchu została powszechnie zaakceptowana po odkryciu w 1965 roku mikrofalowego promieniowania tła.
W trakcie ekspansji Wszechświat przeszedł szereg etapów ewolucyjnych. Rozważania teoretyczne najwcześniejszego etapu ewolucji sugerują, że Wszechświat przeszedł przez fazę niezwykle gwałtownej ekspansji (epoka inflacji), co spowodowało ujednolicenie warunków początkowych. Następnie w wyniku nukleosyntezy ukształtowała się zawartość pierwiastków wczesnego Wszechświata.
Gdy w stygnącym Wszechświecie powstały atomy, przestrzeń stała się przezroczysta dla uwolnionego promieniowania, które obserwuje się dziś jako mikrofalowe promieniowanie tła. Ekspandujący Wszechświat wszedł w epokę Wieków ciemnych, w czasie których nie było jeszcze żadnych gwiazd. Narastały jednak w sposób hierarchiczny zaburzenia gęstości, które w postaci znikomych zaburzeń pozostały po epoce inflacji. Materia gromadziła się w obszarach gęściejszych, aż powstawać zaczęły pierwsze gwiazdy. Te masywne gwiazdy spowodowały zarówno zjawisko rejonizacji, czyli ponownej jonizacji ośrodka, jak i wytworzyły pierwsze pierwiastki ciężkie.
Grawitacja powodowała dalsze potęgowanie niejednorodności w rozkładzie materii, powodując powstawanie włókien i pustek. W największych zagęszczeniach gazu i pyłu zaczęły powstawać pierwsze prymitywne galaktyki. Galaktyki te rosły przez przyciąganie materii z otaczającego ośrodka, a także często grupowały się w gromady galaktyk, a następnie w supergromady.
Fundamentalną własnością Wszechświata jest istnienie ciemnej materii i ciemnej energii. Obecnie uważa się, że te dwie formy materii składają się na 96% masy całego Wszechświata. Intensywnie prowadzone badania mają na celu wyjaśnienie fizycznej natury tych składników.

## Badania interdyscyplinarne
Astronomia i astrofizyka posiada znaczące powiązania interdyscyplinarne z innymi ważnymi dziedzinami nauki. Archeoastronomia jest nauką o starożytnej lub tradycyjnej astronomii osadzonej w kontekście kulturowym z wykorzystaniem dowodów archeologicznych i antropologicznych. Astrobiologia jest nauką o możliwości pojawienia się i ewolucji systemów biologicznych we Wszechświecie ze szczególnym naciskiem na możliwość życia na lądzie.
Badanie związków chemicznych znajdujących się w przestrzeni kosmicznej, w tym ich powstawania, oddziaływań i rozpadu, nosi nazwę astrochemii. Związki te zwykle znajdują się w obłokach molekularnych, choć mogą występować również w gwiazdach o niskiej temperaturze, brązowych karłach i planetach. Kosmochemia to badania substancji chemicznych znajdujących się w Układzie Słonecznym, w tym pochodzenia pierwiastków i zmian proporcji w izotopach. Obie te dziedziny stanowią nakładanie się dziedzin astronomii i chemii. W astronomii śledczej metody pochodzące z astronomii zostają użyte do rozwiązania problemów prawa i historii, w szczególności do datowania wydarzeń.

## Astronomowie
Poniższa tabela zawiera niektóre nazwiska astronomów wraz z opisem ich osiągnięć, będących przełomowymi momentami w postrzeganiu Wszechświata.
| Rok                     | Astronom                           | Osiągnięcia |
| ----------------------- | ---------------------------------- | --- |
| ok. 250 p.n.e.          | Arystarch                          | Pierwsza osoba, która zaproponowała heliocentryczny model Wszechświata. |
| ok. 150 p.n.e. 150 n.e. | Hipparchos z Nikei oraz Ptolemeusz | Hipparch sklasyfikował gwiazdy według jasności obserwowanej. Określił pozycje ponad tysiąca jasnych gwiazd, próbował wyjaśnić zagadki astronomiczne bez obalania jedynego słusznego w tamtych czasach geocentrycznego modelu Wszechświata; przyjął dwa zasadnicze modele ruchu planet – ekscentryk oraz deferent z epicyklem. Innowacją Ptolemeusza było poszerzenie tego modelu o pojęcie ekwantu.                                         |
| ok. 1250                | Nasir ad-Din Tusi                  | Ten perski astronom stworzył pierwszą wystawę całego systemu planetarnego, w płaskiej oraz sferycznej trygonometrii. Stworzył bardzo dokładne tabele ruchów planetarnych oraz nazwał wiele gwiazd. Jego system był najbardziej zaawansowanym w tamtym okresie i był używany do momentu wprowadzenia heliocentrycznego modelu Wszechświata. Określił wartość precesji równonocy równą 51' oraz przyczynił się do skonstruowania astrolabium. |
| 1543                    | Mikołaj Kopernik                   | Na podstawie własnych obserwacji opracował heliocentryczny model Układu Słonecznego opisany w De revolutionibus orbium coelestium. |
| ok. 1600                | Tycho Brahe                        | Konstruktor instrumentarium astronomicznego okresu przedteleskopowego, zebrał materiał obserwacyjny stanowiący podstawę prac Keplera. |
| 1609                    | Galileusz                          | Był pierwszym, który użył przyrządu optycznego, teleskopu, do obserwacji nieba. Za własne odkrycia został dożywotnio skazany przez edykt Inkwizycji na areszt domowy. Wyrok zniósł 359 lat później papież Jan Paweł II. |
| 1619                    | Johannes Kepler                    | Stwierdził, że orbity planet są eliptyczne, a stosunek kwadratu okresu obiegu wokół Słońca do sześcianu wielkiej półosi orbity planety jest stały dla wszystkich planet w Układzie Słonecznym, co zawarł w prawach Keplera. |
| 1687                    | Isaac Newton                       | Opublikował Philosophiae Naturalis Principia Mathematica, zawierające fundamentalne w mechanice Zasady dynamiki Newtona, które wyjaśniły prawa Keplera dotyczące ruchu planet. Określił orbity planet. |
| 1912                    | Henrietta Leavitt                  | Skatalogowała gwiazdy pulsujące zwane cefeidami znajdujące się w Obłokach Magellana, odkryła związek między jasnością i okresem ich pulsacji, dzięki czemu służą one do pomiaru odległości. |
| 1916                    | Albert Einstein                    | Choć nie był astronomem tylko fizykiem teoretykiem, jego ogólna i szczególna teoria względności ma ogromny wkład w rozwój i zrozumienie praw rządzących Wszechświatem. |
| 1919                    | Karl Schwarzschild                 | Pionier współczesnej astrofizyki. Opracował metodę pomiaru natężenia światła gwiazd zmiennych, przyczynił się do rozwoju teorii ewolucji gwiazd, zajmował się również spektroskopią, teorią kwantów i ogólną teorią względności. |
| 1924                    | Edwin Hubble                       | Poprzez obserwacje cefeid pokazał, że nasza Galaktyka nie jest jedyną we Wszechświecie. Przede wszystkim jednak odkrył rozszerzanie się Wszechświata (prawo Hubble’a). Kosmiczny Teleskop Hubble’a został nazwany na jego cześć. |
| 1928                    | Subramanyan Chandrasekhar          | Zajmował się astrofizyką wnętrz gwiazdowych; znany głównie za określenie wpływu szczególnej teorii względności na ewolucję gwiazd. Był pierwszym, który oszacował limit Chandrasekhara dla białych karłów. |
| 1992                    | Aleksander Wolszczan               | Odkrył pierwsze egzoplanety. |

## Astronomia amatorska

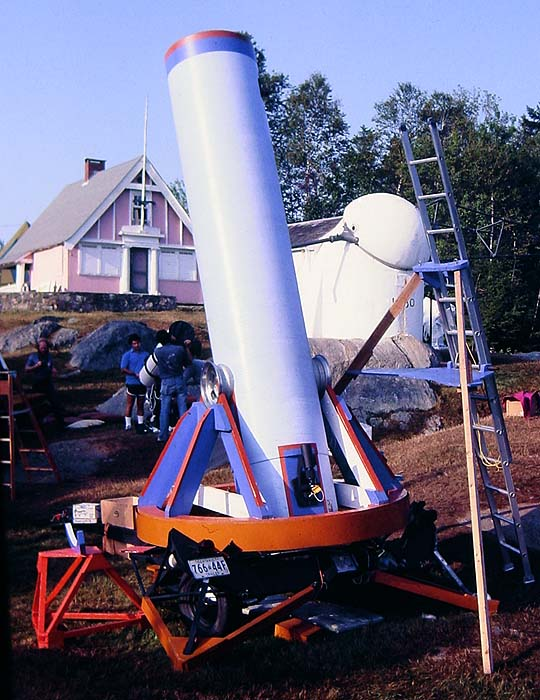
Astronomowie amatorzy budują własne przyrządy, urządzają gwiezdne przyjęcia i spotkania takie jak Stellafane.

Astronomia jest jedną z nauk, do rozwoju której najbardziej mogą przyczynić się amatorzy.
Astronomowie amatorzy jako grupa prowadzą obserwacje różnych ciał niebieskich i zjawisk, czasem przy pomocy urządzeń, które sami budują. Najbardziej typowe cele obserwacji astronomów amatorów to Księżyc, planety, gwiazdy, komety, deszcze meteorów i różne obiekty głębokiego nieba takie jak gromady gwiazd, galaktyki i mgławice. Jedna z gałęzi astronomii amatorskiej, astrofotografia amatorska, polega na fotografowaniu nocnego nieba. Wielu amatorów specjalizuje się w obserwacji poszczególnych obiektów, interesują ich określone rodzaje obiektów lub typy zdarzeń.
Większość amatorów pracuje w zakresie widzialnym, ale nieliczni eksperymentują też z długościami fali spoza widma widzialnego. Obejmuje to wykorzystywanie filtrów podczerwonych do konwencjonalnych teleskopów, a także korzystanie z radioteleskopów. Pionierem amatorskiej radioastronomii był Karl Jansky, który rozpoczął obserwację nieba w paśmie radiowym w 1930 roku. Szereg astronomów amatorów korzysta albo z samodzielnie skonstruowanych teleskopów, albo z radioteleskopów, które były zbudowane do prowadzenia obserwacji profesjonalnych, ale później zostały udostępnione amatorom (np. One-Mile Telescope).
Astronomowie amatorzy nadal mają ważny wkład w rozwój astronomii. W gruncie rzeczy jest to jedna z nielicznych dyscyplin naukowych, w których wkład amatorów jest bardzo wartościowy. Amatorzy prowadzą obserwacje zaćmień, które są wykorzystywane do dokładniejszego mierzenia orbit małych planet. Odkrywają komety, prowadzą cenne regularne obserwacje gwiazd zmiennych, zamieszczając swoje wyniki w ogólnodostępnej bazie danych (patrz American Association of Variable Star Observers). Postęp w technologii cyfrowej pozwolił astronomom amatorom na znakomite osiągnięcia w astrofotografii.

## Główne problemy
Choć astronomia dokonała olbrzymiego postępu w zrozumieniu natury Wszechświata i jego zawartości, to zarazem postawiła niezwykle ważne pytania, które nadal pozostają bez odpowiedzi. Odpowiedź na niektóre z nich będzie wymagała zarówno konstrukcji nowych urządzeń badawczych naziemnych i satelitarnych, jak i postępu w fizyce teoretycznej i doświadczalnej.
- Co odpowiada za obserwowany początkowy rozkład mas gwiazd, a precyzyjniej, dlaczego obserwuje się ten sam rozkład mas gwiazd niezależnie od warunków początkowych[91]? Potrzebujemy głębszego zrozumienia powstawania gwiazd i planet.
- Czy istnieje inne życie we Wszechświecie, czy istnieje pozaziemska inteligencja? Jeżeli tak, to jakie jest wyjaśnienie paradoksu Fermiego? Istnienie życia poza Ziemią ma ważne naukowe i filozoficzne implikacje[92][93]. Czy Układ Słoneczny jest przeciętnym układem?
- Co spowodowało powstanie Wszechświata? Czy przesłanka za hipotezą działania zasady antropicznej jest poprawna? A jeśli tak, to czy jest to rezultat działania selekcji naturalnej na poziomie Wszechświata? Co spowodowało inflację kosmologiczną, w której wyniku powstał jednorodny Wszechświat? Dlaczego występuje asymetria barionowa?
- Jaka jest natura ciemnej materii i ciemnej energii? Te dwie formy materii determinują ewolucję i przyszłość Wszechświata, a jednak ich natura pozostaje nieznana[94]. Jak będzie wyglądało ostateczne stadium ewolucji Wszechświata[95]?
- Jak powstały pierwsze galaktyki? Jak powstały supermasywne czarne dziury?
- Gdzie powstaje wysokoenergetyczne promieniowanie kosmiczne?